# تفسير فرات الكوفي
تفسير فرات الكوفي هو تفسير روائي ألّفة فرات بن إبراهيم الكوفي، وهو من علماء الشيعة الإمامية في القرن الثالث الهجري.

## المؤلف
الشيخ أبو القاسم فرات بن إبراهيم بن فرات الكوفي، هو عالم مسلم شيعي. من أهل أواخر القرن الثالث وأوائل القرن الرابع، ويظهر أنه كان يعيش في عصر الغيبة الصغرى. تتلمذ الشيخ فرات الكوفي على يد جملة من العلماء والشيوخ يناهزون المائة وأما الرواة عنه فلا يتجاوز عددهم العشرة، منهم الشيخ الصدوق الذي روى عنه أخباراً بتوسّط الحسن بن محمّد بن سعيد الهاشمي، والحاكم أبو القاسم الحسكاني روى عنه في شواهد التنزيل.
وقال عنه العلامة المجلسي: «وتفسير فرات وإن لم يتعرّض الأصحاب لمؤلّفه بمدح ولا قدح، لكن كون أخباره موافقة لما وصل إلينا من الأحاديث المعتبرة، وحسن الضبط في نقلها، ممّا يعطي الوثوق بمؤلّفه وحسن الظنّ به».
قيل أنه توفي عام 352هـ.

## عن التفسير
ركز الشيخ فرات الكوفي في تفسيره على آراء أهل البيت، وجمع فيه الروايات الخاصّة بالآيات النازلة بحقّهم غالباً، مع بعض الروايات الخارجة عن هذا الموضوع. حوى هذا التفسير مئات الأحاديث والروايات التفسيرية عن النبي وأهل بيته، ومعظم رواياته مسندة إلى الإمامين الباقر والصادق. كما اعتمد المؤلف في تفسير بعض الآيات على المنهج القرآني بالقرآن، وقد اهتم بأسباب نزول الآيات التي تبين مانزلت الآية أو الآيات بسببه، مجيبة عنه أو حكاية له أو مبينة لحكمه زمن وقوعه.
وضع المؤلف كتابه على أساس السور القرآنية في الغالب ولم يتطرق في تفسيره إلى السورة بكاملها بل يختار بعض الآيات منها فمثلاً عندما يبتدأ بتفسير سورة البقرة يبدأ بالآية 25 وفي سورة آل عمران يبدأ بالآية 15.

## طبعاته
طبع هذا التفسير أول مرة في النجف في المطبعة الحيدرية عام 1354هـ. كما طُبع في طهران من قبل مؤسّسة الطبع والنشر التابعة لوزارة الثقافة والإرشاد الإسلامي عام 1410هـ بتحقيق السيد محمد كاظم. وذلك في مجلد واحد وفي 622 صفحة.

## وصلات خارجية
- تفسير فرات الكوفي